# 阮文泰
阮文泰（英語： Man Tai；1985年7月4日—），藝名專家Dickson，香港演員、歌手、作家，曾經為毛記電視「偽員」（藝員）。其藝名惡搞自TVB《創富坊》嘉賓黃德（Dickie）。

## 簡歷
阮文泰在香港嶺南大學中文系畢業，曾為教學助理、中學中史助教和《成報》賽馬版編輯，亦曾求職亞洲電視。之後加入毛記電視，以藝名「專家Dickson」及以及各項「愛情專家」的身份亮相。
Dickson自稱愛情「22戰22負」，以示從未成功戀愛。但Dickson同時亦常與另一女偽員黃慘盈多次合作情侶檔演出廣告，而黃慘盈亦已有男友，並視Dickson為螢幕情侶關係。
2016年5月11日，Dickson在《萬千呃Like賀台慶》憑節目《畀女飛正傳》、《古域仔老年激鬥篇之隻雞遮天》和《毒家試愛》，獲得毛記電視最Like男主角。
2025年8月，專家Dickson在社交平台宣佈約滿離開效力10年的毛記電視並回復自由身。

## 著作
- 《愛情的二十二道陰影》（2016）
- 《單身狗糧》（2017）
- 《愛情投資必勝法》（2018）
- 《毒捨離》（2019）

## 音樂作品
- Earth Vely Danger （页面存档备份，存于）（2017）[6]
- 公開道歉（2019）

## 派台歌曲成績
| 派台歌曲成績 | 派台歌曲成績 | 派台歌曲成績 | 派台歌曲成績 | 派台歌曲成績 | 派台歌曲成績 | 派台歌曲成績 |
| ------------ | ------------ | ------------ | ------------ | ------------ | ------------ | ------------ |
| 唱片         | 歌曲         | 903          | RTHK         | 997          | TVB          | 備註         |
| 2019年       |              |              |              |              |              |              |
|              | 公開道歉     | -            | -            | -            | ×            |              |

| 各台冠軍歌總數 | 各台冠軍歌總數 | 各台冠軍歌總數 | 各台冠軍歌總數 | 各台冠軍歌總數    | 各台冠軍歌總數 |
| -------------- | -------------- | -------------- | -------------- | ----------------- | -------------- |
| 903            | RTHK           | 997            | TVB            | 備註              |                |
| 0              | 0              | 0              | 0              | 四台冠軍歌總數：0 |                |

- （*）代表上榜中
- （×）代表沒有派往該台

## 演出作品

### YouTube
- 毛記電視各節目

### 電視節目（ViuTV）
- 《晚吹 - 啪啪 Channel》[7]

### 電影
- 2018年：《棟篤特工》飾 夕陽武士
- 2019年：《家和萬事驚》飾 論壇觀眾
- 2020年：《乜代宗師》飾 小雲
- 2023年：《全個世界都有電話》飾 理想中的毒男
- 2024年：《爸爸》飾 戒煙治療輔導活動職員

## 獎項
- 2016年：《萬千呃Like頒獎典禮》 - 毛記電視最Like男主角

## 外部連結
- 阮文泰的Facebook專頁